# Böhmetal bei Huckenrieth
Das Böhmetal bei Huckenrieth ist ein Naturschutzgebiet mit der Kennzeichen-Nummer NSG LÜ 021 in den Bereichen der Städte Soltau und Schneverdingen im Landkreis Heidekreis in Niedersachsen.

## Lage
Das 96 ha große Böhmetal bei Huckenrieth liegt zwischen den Schneverdinger Stadtteilen Heber und Langeloh und dem Soltauer Stadtteil Wolterdingen. Das namensgebende Huckenrieth ist ein zu Wolterdingen gehörender Weiler. Durch das Naturschutzgebiet fließt der Fluss Böhme.

## Beschreibung
Das Naturschutzgebiet umfasst einen Abschnitt der Böhmeniederung, des Talhangs und randliche Dünen. Die hier wachsenden Pflanzengesellschaften wie etwa nasser Erlen- und Birkenbruchwald, Gagelstrauch, einem nährstoffarmen Verlandungskomplex mit Torfmoos, Schnabelried und Moorlilie und trockener Heide und Kiefern, zwischen denen sich Krähenbeeren ausgebreitet haben, auf den Dünen, sind zwar typisch für die nordwestdeutsche Altmoränenlandschaft, aber sehr selten geworden.

## Geschichte
Mit Verordnung vom 29. November 1972 wurde das Böhmetal bei Huckenrieth zum Naturschutzgebiet erklärt. Zuständig ist der Landkreis Heidekreis als untere Naturschutzbehörde.

## Bildergalerie

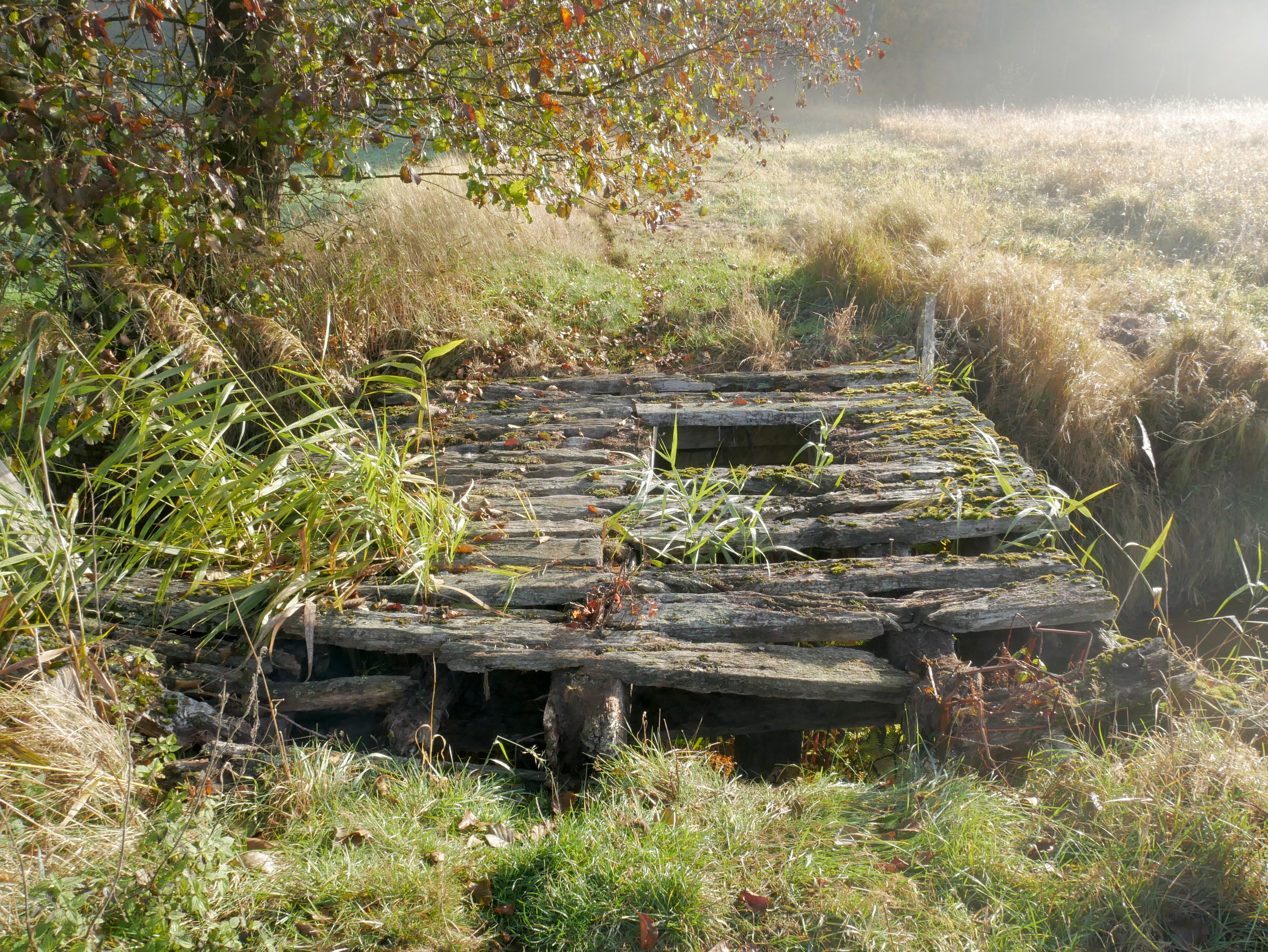
Brücke über die Böhme
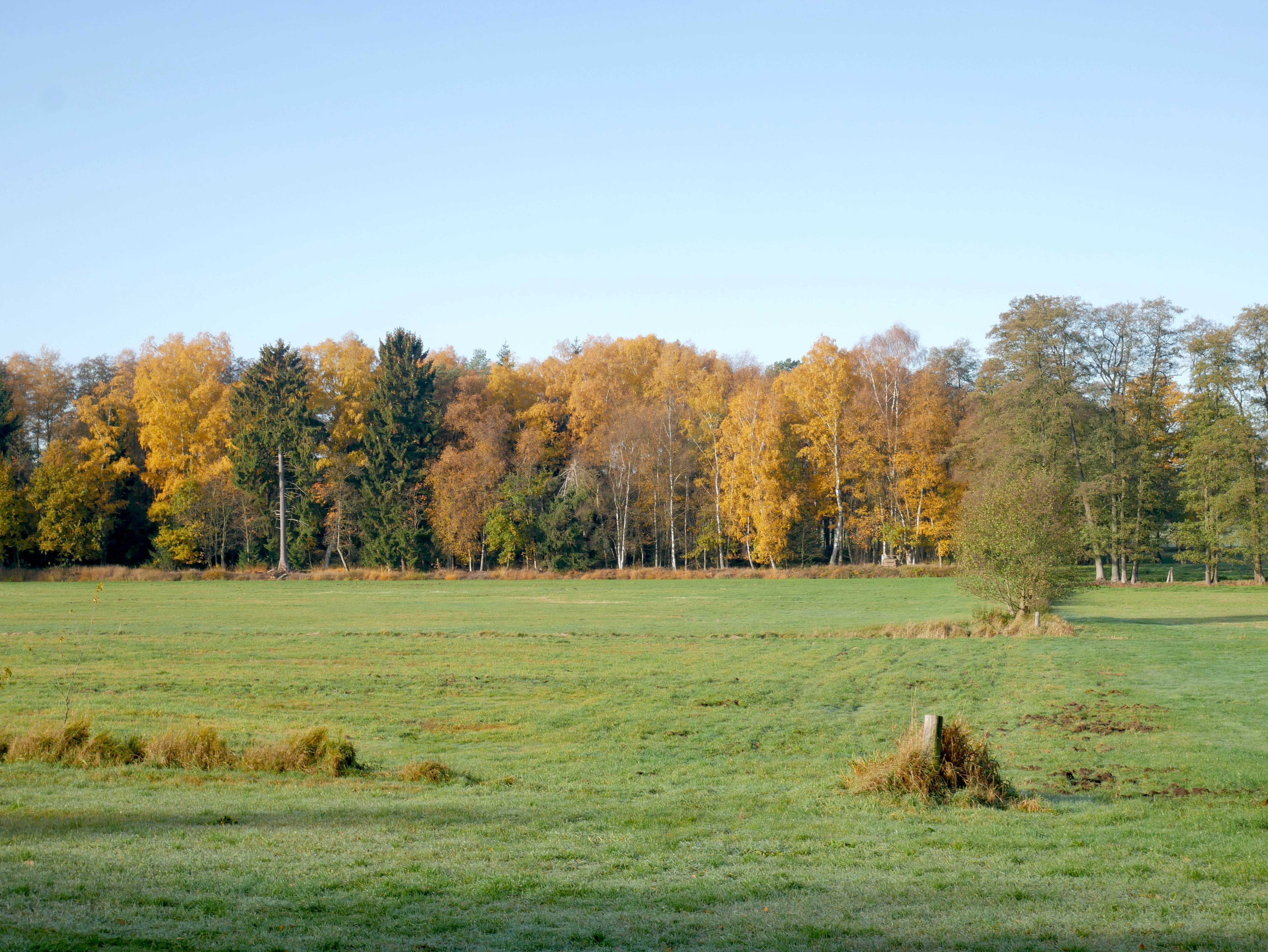
Ehemalige Rieselwiesen